# Giuliano Maresca
Giuliano Maresca (Roma, 16 ottobre 1981) è un allenatore di pallacanestro ed ex cestista italiano, di ruolo guardia.

## Carriera
Dopo aver appreso i primi rudimenti nella SAM Basket Roma, Giuliano Maresca inizia la carriera a Roseto dove, nel 1998-99, “assaggia” i parquet della  Serie A2. Seguono quattro stagioni di apprendistato tra Giulianova (B2), Rieti, Patti ed Imola (B1), in cui Maresca si sviluppa, sia fisicamente che dal punto di vista tecnico, raggiungendo minutaggi significativi specialmente nell'ultima annata imolese. Nell'ottobre 2003 il passaggio a Montegranaro sempre in serie B1, in una formazione ambiziosa, contribuendo alla promozione in Legadue del club, datata 2003-04, con 20,5 minuti di media, 6,9 punti ed il 56,6% da due.
Confermatissimo, Maresca non perde la chance di dimostrare il proprio valore con il passaggio di categoria: va in doppia cifra nel corso della stagione 2004-05 (11,6 di media, con il 38,5% da tre), quando la Sutor Montegranaro arriva alla finale play-off, ad un passo dal grande salto in Serie A; si conferma uomo squadra (7,6 punti in 21 minuti in campo) l'anno successivo, quello della definitiva consacrazione per il club marchigiano, che taglia il traguardo promozione.
Alla prima vetrina in Serie A, con i galloni di capitano, Maresca non delude le attese sotto l'egida di coach Stefano Pillastrini: 16,4 minuti in campo, 5,1 punti e tanta leadership per portare la neopromossa Montegranaro a 40 minuti da un altro obiettivo di assoluto prestigio: i play-off.
Nel luglio 2007 ha firmato un contratto fino al 2010 con la Benetton Treviso, che nel febbraio 2008 lo ha ceduto in prestito all'Armani Jeans Milano. Nel luglio 2009 è passato alla New Basket Brindisi, in Legadue. Nell'estate del 2011 firma un contratto che lo lega alla Juvecaserta Basket. Dal 2013 milita nel Basket Barcellona.

## Vita privata
È sposato dal 2010 con Camilla Calabrini.